# Wilsberg
Wilsberg  è una serie televisiva tedesca di genere poliziesco, prodotta dal 1995 da Warner Bros. ITPV Deutschland e Cologne Filmproduktion per la ZDF e basata sui romanzi di Jürgen Kehrer. Protagonista della serie, nel ruolo di Georg Wilsberg, è l'attore Leonard Lansink; altri interpreti principali sono Rita Russek, Roland Jankowsky, Ina Paule Klink e Oliver Korittke.
Della serie sono andati in onda 76 episodi in formato di film TV. Il primo episodio, intitolato Und die Töten lässt man ruhen, venne trasmesso in prima visione il 20 febbraio 1995.

## Trama
Münster: Georg Wilsberg, di professione antiquario (nel primo episodio commerciante di francobolli), affianca alla propria professione l'attività di investigatore privato, che gli garantisce di poter condurre un alto stile di vita. In seguito, dopo essere stato assunto come avvocato nella cancelleria dove lavora la figlioccia Alexandra "Alex" Holtkamp, decide di "mettersi in proprio" e di affiancare il commissario Anna Springer nella soluzione dei vari casi.

## Produzione
Nel primo episodio della serie Und di Töten lässt man ruhen, il ruolo di Georg Wilsberg è interpretato dall'attore Joachim Król.

## Personaggi e interpreti
- Georg Wilsberg, interpretato da Joachim Król (ep. 1) e da Leonard Lansink (ep. 2-in corso) [4]
- Commissario Capo Anna Springer, interpretata da Rita Russek (ep. 2-in corso)[4]
- Alexandra "Alex" Holtkamp, interpretata da Ina Paule Klink: di professione avvocato, è la figlioccia di Wilsberg.[1][4]

## Ascolti
La serie è seguita in Germania da una media di circa 7 milioni di telespettatori.